# Chi ha rubato il presidente?
Chi ha rubato il presidente? (Le Grand Restaurant) è un film del 1966 diretto da Jacques Besnard.
Il protagonista della pellicola è il rinomato comico francese Louis de Funès.

## Trama

Scena del travestimento

Il signor Settimio è il direttore del celebre ristorante Chez Septime, tempio parigino della gastronomia; nel suo ristorante si comporta da tiranno, punendo in maniera infantile tutti i dipendenti che commettono anche il minimo errore. Ma la sua vita viene presto complicata dal rapimento di un capo di Stato del Sudamerica, il presidente Novales, sequestrato mentre cena nel locale di Settimio. Tutti lo accusano di complicità, e la polizia decide allora di approntare un sistema per portare i rapitori allo scoperto, usando Settimio come esca. Purtroppo, i terroristi che avevano progettato il rapimento sono altrettanto ignari della sorte del presidente e vedono Settimio come loro nemico. Inseguito quindi da terroristi spietati e poliziotti intriganti, i giorni di Settimio sembrano veramente contati.

### La scena del soufflé di patate

Louis de Funès con ombreggiature da Hitler

Al ristorante, il commissario distrettuale (Bernard Blier) – seduto con i suoi colleghi (il commendator Riganti e il dottor Müller) prega il signor Settimio di spiegare a Müller la sua ricetta del soufflé di patate. Accettando la richiesta, Louis de Funes, con la complicità involontaria di alcune ombre cinesi che gli si stagliano sul volto, spiega in tedesco la ricetta al dottore mentre assume gradualmente la mimica e la voce di Adolf Hitler.

## Produzione

### Riprese
Il film è stato girato tra Parigi, Versailles, Yvelines, la Val-d'Isère, la Savoia, Rodano-Alpi e Nizza.

## Accoglienza

### Critica
Chi ha rubato il presidente? è una vivace commedia d'azione interpretata da Louis de Funès. Il film fa parte del periodo d'oro del comico francese, che comprende Tre uomini in fuga (1966), la trilogia di Fantômas e la serie dei Gendarmi. Anche se la trama e il dialogo sono meno soddisfacenti rispetto ad alcuni degli altri film de Funès, l'attore è in ottima forma e dà una delle sue interpretazioni più divertenti. Veste i panni di Settimio, proprietario di un grande ristorante parigino, tirannico con il personale e ossequioso con i clienti. Tra le sequenze degne di nota: il travestimento di de Funès per mettere alla prova la lealtà dei dipendenti e il suo speciale "addestramento" dei camerieri, con annessa danza russa. Il comico recita accanto a Bernard Blier, attore noto per le sue parti di uomo giusto e duro in una vasta gamma di film comici, tra cui anche italiani di successo (Amici miei, Speriamo che sia femmina), qui nella parte di un granitico commissario. Il contrasto che si genera tra loro è eccezionale: a un incontenibile de Funès si oppone un immobile Blier. Esemplare in tal senso è la sequenza del soufflé, in cui Settimio arriva ad imitare Hitler per dettare una ricetta ad un cliente tedesco, mentre il commissario rimane impassibile.
Altro interprete è Paul Préboist, spesso presente nelle pellicole di de Funès. Tra il 1948 e il 1992 appare in più di 120 film. In Chi ha rubato il presidente? Préboist delinea i contorni del personaggio del sommelier perennemente ubriaco, caratterizzazione poi ripresa e affinata nel successivo Hollywood Party di Blake Edwards.
Il film inizia come una classica commedia e termina come una parodia dei thriller d'azione. Le sequenze acrobatiche nella seconda metà del film sono ben realizzate, con un lungo inseguimento sulle Alpi. "La sequenza più memorabile del film, tuttavia, è la scena divertentissima dove de Funès tenta di infondere un po' di classe e disciplina alla sua squadra di camerieri – un delicato balletto da salotto che termina in una frenetica danza russa." Anche se la prima parte del film risulta più riuscita della seconda, la commedia è gustosa e "infarcita" di gag surreali (la macchina che naviga nel fiume o quella che, ormai capovolta, scivola dolcemente sulla neve).